# Cinctorres
Cinctorres – gmina w Hiszpanii, w prowincji Castellón, we wspólnocie autonomicznej Walencja, o powierzchni 35,06 km². W 2011 roku liczyła 484 mieszkańców.